# 삼계면 (임실군)
삼계면(三溪面)은 전북특별자치도 임실군에 위치한 행정 구역이다.

## 연혁
- 삼한시대 : 마한에 속함
- 삼국시대 : 남원 소경이라 칭함
- 남북국시대 : 남원부에 속함
- 고려시대 : 남원군이라 칭함
- 조선시대 : 고종 32년 이후 임실군에 속함
- 1994년 12월 12일 : 신정리, 망전리가 임실읍으로 편입

## 행정 구역
- 뇌천리
- 덕계리
- 두월리
- 봉현리
- 산수리
- 삼계리
- 삼은리
- 세심리
- 어은리
- 오지리
- 죽계리
- 학정리
- 홍곡리
- 후천리

## 교육
- 삼계초등학교 (삼계리)
  - 삼계동분교 (폐교) - 삼계면 충효로 1623-4 (오지리)
- 삼계중학교 (삼계리)